# Jules Theodore Alting von Geusau

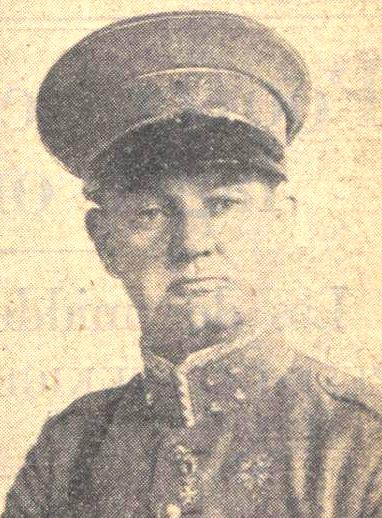
Jules Theodore Alting von Geusau (1940)

Jules Theodore Jonkheer Alting von Geusau (* 28. Juli 1881 in Nieuwer-Amstel, Provinz Nordholland; † 13. März 1940 in Vogelenzang, Provinz Nordholland) war ein niederländischer Generalmajor des Heeres.

## Leben
Alting von Geusau war ein Sohn von Oberstleutnant Willem Arnold Alting von Geusau und ein jüngerer Bruder von George August Alexander Alting von Geusau, der 1918 kommissarischer Marineminister sowie zwischen 1918 und 1920 Kriegsminister war. Er selbst absolvierte nach dem Besuch der Höheren Bürgerschule in Maastricht und Den Haag von 1897 bis 1899 eine militärische Ausbildung an der Kadettenanstalt in Alkmaar sowie zwischen 1899 und 1902 an der Königlichen Militärakademie (Koninklijke Militaire Academie) in Breda. Nach Abschluss der Offiziersausbildung erfolgte am 22. Juli 1902 seine Beförderung zum Leutnant (Tweede luitenant) und er trat als Offizier seinen Dienst bei der Artillerietruppe (Wapen der Artillerie) an. Zunächst fand er Verwendung bei der Festungsartillerie in Utrecht und wurde dort am 22. Juli 1906 zum Oberleutnant (Eerste luitenant) befördert, ehe er kurz darauf am 1. Oktober 1906 zur Feldartillerie wechselte.
Nachdem Alting von Geusau von 1910 bis 1913 einen Stabslehrgang an der Höheren Kriegsschule (Hogere Krijgsschool) in Haarlem besucht hatte, war er zwischen 1913 und 1918 Dozent an der Königlichen Militärakademie und erhielt dort am 17. November 1916 seine Beförderung zum Hauptmann (Kapitein). Anschließend fungierte er von 1918 bis 1919 Kommandant der Schule der Reserveschule der unberittenen Artillerie (School voor Reserve-Officieren der Onbereden Artillerie) in Utrecht, ehe er zwischen 1919 und 1929 Dozent an der Höheren Kriegsschule war. Am 4. Mai 1927 erfolgte seine Beförderung zum Major (Majoor) und wechselte 1929 zum 1. Feldartillerieregiment (1e Regiment Veldartillerie). Er übernahm am 1. Oktober 1930 den Posten als Kommandeur des in Gorinchem stationierten 1. Unberittenen Artillerieregiments (Regiment Onbereden Artillerie), wo er einen Tag später am 2. Oktober 1930 zum Oberstleutnant (Luitenant-kolonel) befördert wurde.
Danach war Alting von Geusau zwischen 1931 und 1932 Chef des Stabes der 1. Division und bekleidete daraufhin zwischen 1932 und dem 1. November 1936 den Posten des Kommandanten der Höheren Kriegsschule. Während dieser Verwendung wurde er am 1. November 1934 zum Oberst (Kolonel) befördert. Nach seiner Beförderung zum Generalmajor (Generaal-majoor) am 1. November 1936 wurde er Nachfolger von Generalmajor Jan van Andel Befehlshaber der 1. Division (Eerste Vredesdivisie) sowie in Personalunion der 1. Abteilung (eerste afdeling). Am 1. Juli 1939 wurde er Kommandierender General des I. Korps (Eerste Legerkorps ), das sich aus der 1. Infanteriedivision, der 3. Infanteriedivision, dem 3. Kavallerieregiment der Königlichen Husaren und dem 1. Infanterieregiment zusammensetzte.
Alting von Geusau, dem das Ritterkreuz des Orden vom Niederländischen Löwen, das Offizierskreuz des Orden von Oranien-Nassau sowie das Großkreuz des Orden Leopolds II. verliehen wurden, verstarb am 13. März 1940 und damit vor dem Einmarsch der deutschen Wehrmacht am 10. Mai 1940. Er wurde auf dem Friedhof Sint Petrus Banden in Den Haag beigesetzt. Sein Nachfolger als Kommandierender General des I. Korps wurde Generalmajor Nicholaas Theodorus Carstens.

## Veröffentlichung
- Onze weermacht te land. 1917